# Letícia de Souza
Letícia Cherpe de Souza (* 6. Mai 1996 in São Paulo) ist eine brasilianische Sprinterin.

## Sportliche Laufbahn
Erstmals bei einer internationalen Meisterschaft, trat Letícia de Souza an den Jugendsüdamerikameisterschaften 2012 im argentinischen Mendoza an und siegte dort über 200 Meter in einer Zeit von 24,30 s. 2013 nahm sie an den Jugendweltmeisterschaften in Donezk teil und belegte dort über 200 Meter den achten Platz. Zudem schied sie mit der brasilianischen Sprintstaffel in der Vorrunde aus. 2014 gewann sie bei den U23-Südamerikameisterschaften in Montevideo die Bronzemedaille über 400 Meter. 2016 gewann sie bei den Ibero-amerikanischen Meisterschaften in Rio de Janeiro die Goldmedaille mit der brasilianischen 4-mal-400-Meter-Staffel sowie die Bronzemedaille im Einzelbewerb. Wenige Wochen später war sie Teil der brasilianischen Stafette bei den Olympischen Spielen ebendort, mit der sie bereits in der Vorrunde ausschied. 2017 nahm sie an den Südamerikameisterschaften in Luque teil und qualifizierte sich über 400 Meter für das Finale, konnte ihren Lauf dort aber nicht beenden.

## Persönliche Bestzeiten
- 100 m: 11,84 s (+1,2 m/s), 1. Juni 2013 in São Paulo
- 200 m: 23,75 s (+1,3 m/s), 28. April 2017 in Lubbock
- 400 m: 52,64 s, 1. Juli 2016 in São Bernardo do Campo
  - 400 m (Halle): 52,54 s, 10. Februar 2017 in Fayetteville (Brasilianischer Rekord)